# ジオニズム
ジオニズム (Zeonism) は、『ガンダムシリーズ』のうち、アニメ『機動戦士ガンダム』にはじまる宇宙世紀を舞台にした作品に登場する架空の思想。

## 概要
提唱者はサイド3における独立運動の指導者ジオン・ズム・ダイクン。エレズムとコントリズム（サイド国家主義思想）の2つの思想を統合し、これにニュータイプという宇宙環境に適応した新人類の概念を組み込んだ思想である。

## エレズム
宇宙世紀0040年台半ばに、地球を聖地として保護し、全人類は宇宙へ住むべきだという思想がスペースノイドの間に生まれた。それがエレズムである。エレズムは以後の宇宙世紀を貫く、思想的潮流へと育っていった。
ジオン・ダイクンは演説で、地球に居残る人々が天を見上げて、天にある人の支配を成さんとするのは笑止であると語っている。そして宇宙移民者たちは余剰人口者として宇宙へと追いやられたことが真実であり、星々を身の周囲に置き、寝食を共にした自分達スペースノイドは人として新しく生まれ変わりつつあることを自覚していた。宇宙の民としてこの厳しい環境の中で闘い抜き世代を重ねてきて、かつて人の歴史を築き上げてきた地球を見上げ見下ろして思うことは、あの緑なす青く輝く地球こそは人類の発祥の星として永遠に守り続けなければならない聖地であるということだった。宇宙の民として拡大した認識の力が判断する所には、地球は一部のエリート意識に固まった人々の生活の場として残されたものでもなく、特権階級の象徴の場として汚させてはならないのだと主張している。

## コントリズム
スペースノイドは経済的にも政治的にも自活が可能であり、連邦政府と対等な自治権を持つことができるという思想である。宇宙世紀0046年にジオン・ダイクンにより提唱された。
ジオン・ダイクンは演説で、サイドの自治権、コロニーの主権を持つことは、地球に存在する主権に拮抗させんがためのものではなく、人類が一人残らず宇宙に翔び、地球圏そのものの主権をサイドの連合に置き地球を人類全体の聖地として守るべきだと語った。そのためのコロニーの拡大は容易であり、かつてキリスト教徒たちがその宗教の発祥の地をめぐって血なまぐさい争いを演じた歴史があるが、自分達はその誤ちを犯してはならないとも主張している。
宇宙世紀0052年にはサイド3へと移住したダイクンはコントリズムを実践、宇宙世紀0058年にはデギン・ザビ、ギレン・ザビ親子とジンバ・ラルらの協力でダイクンは革命を行いジオン共和国として独立を宣言した。独立宣言以前から、サイド3は密閉型コロニーへと改修され、他サイドからの移民を奨励していた。ミノフスキー物理学の応用で完成した人工太陽を内部に持った密閉型のコロニー群には他サイドの倍の人数が暮らしていた。彼らが自活可能だという事実は、コントリズムの現実性の証明に他ならなかった。

## ジオニズム提唱後の影響
ジオンの提唱は各サイドの人々に大きな共感を呼び、さらに地球連邦政府の絶対民主制が結果的にジオンに力を貸すことになった。絶対民主制は議会至上主義を生み、議会制の悪い機能が拡大して内包される。例えば無闇な立法が次々と成されて官僚の責任所在は不明瞭になった。小さな施策にしても官僚体制の縄張り争いの中で個人の欲望を満たすことはまずなくなり、不満が内在した。その気配を感じ取る連邦組織が存在しなかったわけではないのだろうが、いつしか連邦の体制は地球に残った人々に厚く働くようになって、その偏見が各サイドの自治権意識を高めていきジオン共和国という独立した存在をいつしか連邦政府に対して拮抗させる勢力として育たせようとする機運が生まれたのも必然といえる。

## ジオニズムのアングラ化
宇宙世紀0105年の「マフティー戦争」を境にして反連邦活動は急激に減少した。この際にスペースノイドを対象に実施された思想統制によってジオニズムはすべてアングラ化することとなった。

## 機動戦士ガンダム THE ORIGINにおいて
漫画『機動戦士ガンダム THE ORIGIN』では、当初穏健だったダイクン本人が死の間際には地球連邦との対決も辞さない過激で先鋭的な思想に至っていた、とのアニメ本編とは異なる解釈が示されていて、デギン公王がギレンを「ダイクンの無念が悪霊に変じてあれに憑いたのだ」と嘆いているセリフからそれがうかがえる（従来ダイクン及びジオニズムは後のザビ家やシャア・アズナブルの思想と比べ穏健なものだとされており、アニメ本編の台詞なども、それに基づいていることが分かる）。また、本作品の中では、ジオニズムの捉え方が各キャラによって大きく異なっており、デギン公王が「多くの犠牲を出したがダイクンの理想だけでも守らなければ」と言って単独で連邦軍と停戦交渉におもむいたのに対し、地球侵攻軍最高司令官で地球文化への造詣が深かったマ・クベ中将は「ジオニズムの大義など私にとって白磁の壷一個にも値しない」と述べ、本来ダイクンの後継者たるべき幼少時のシャアことキャスバルはジオニズムを「不遇な人たちの負け惜しみ」と軽蔑していたとセイラ・マスに語っている。またシャアがジャブロー攻略のためにアマゾンの原住民ヤノマニ族に協力を仰いだ際、族長が「ジオンが勝てばエレズムに従い我々も宇宙に連れて行かれるのではないか」と問うたのに対して「ダイクンの言ったのは地球環境を汚す人間のことであり、古来の生活を守る貴方達こそアマゾンの王にふさわしい」と返している。